# 多摩 (軽巡洋艦)
多摩（たま）は、日本海軍の二等巡洋艦
(軽巡洋艦)。
球磨型の2番艦。
艦名は、多摩川に因んで命名された。

## 艦型

### 竣工時
球磨型軽巡洋艦#艦型を参照。

### 竣工後
1924年（大正13年）頃、魚雷戦指揮用の測的所が前部マスト上に設置された。

### 近代化改装
1934年（昭和9年）4月から11月にかけて球磨は舞鶴工作部で 近代化改装を受けた。
航空兵装は、5番砲と6番砲の間に呉式二号三型射出機を装備し、
同年11月からの潜水戦隊旗艦時には九四式水上偵察機を搭載している。
水偵の揚げ降ろし用に後部マストにデリックが設けられ、後部マストは基部が三脚式になった。
また作業用に射出機付近のシェルター甲板が右舷側に拡大された。
艦橋は羅針艦橋の側壁と天蓋が固定式となり、ガラス窓が設置された。艦橋上に3.5m測距儀が設置され、艦橋の側面左右に見張所が新設された。なお見張所は球磨より前方に設置され、羅針艦橋前面側壁に傾斜が付くなど、球磨との相違がある。上部艦橋平面(羅針艦橋の1甲板下)は後方に拡大されて士官休憩室や作戦室を設置、旗甲板は羅針艦橋レベルに上げられた。また旗甲板の後方、前部マスト三脚内に無線電信室が新設された。その他に前部マスト中段の測的所の1段上に前部見張所が新設された。
球磨と違い後部マスト三脚部に見張所が設置されず、探照灯も須式90cm1基のままだった。
また短艇甲板が後方(後部魚雷発射管上)に延長され、長良型・川内型と同様に7番砲まで甲板が続く形になった。
対空兵装は8cm高角砲が九三式13mm連装機銃に、三年式機砲は留式7.7mm機銃に換装された。
同時に復原性能改善工事も行われている。

### 1939年まで
- 1937年（昭和12年）1月から4月にかけてボイラーの重油専焼化と第四艦隊事件による船体補強工事を行った[35]。
- 1939年（昭和14年）12月から翌年2月にかけて13mm機銃は25mm連装機銃に換装された[36]。

1940年（昭和15年）3月25日の時点で公試排水量7,043トン(平均吃水5.640m)、満載排水量7,663トン(平均吃水6.040m)になっており、固定バラスト200トンを搭載していた。

### 太平洋戦争時
- 1942年（昭和17年）2月の時点で舷外電路は設置済み[38]。また開戦直前の1941年（昭和16年）12月1日(または12月2日[39])に迷彩塗装が行われ、1942年6月のキスカ島攻略時には通常の塗装に戻されている[40]。
- 北方での行動で船体中央付近が損傷し、1941年12月から翌年1月まで横須賀海軍工廠で船体補強工事が行われた[40]。同時に前部マストのトップが短縮され、信号ヤードは1本になった[40]。
- 1943年（昭和18年）10月27日から12月9日まで横須賀海軍工廠で工事が行われ[41]、5番と7番主砲、射出機、デリックを撤去、7番砲跡に12.7cm連装高角砲1基を搭載した[41][42]。機銃は25mm3連装機銃4基、同単装6挺を増備、従来の連装機銃2基と合わせて計22挺となる[42]。13mm連装機銃2基も増備[42]。21号電探が前部マスト上、射撃指揮所の上に装備された[40][43]。
- 1944年（昭和19年）6月21日から30日の間に横須賀海軍工廠で対空兵装の急速整備が行われ、25mm3連装機銃1基、同連装2基、同単装12挺と13mm単装機銃5挺が増備された[41]。その他に前部マスト上に22号電探1基、艦橋両舷に2式哨信儀が装備された[41]。#JapaneseCruisersによると舷窓の閉鎖もこの時に行われた[41]。また爆雷は18個を搭載した[41]。

「あ号作戦後の兵装装備状況調査」によると1944年（昭和19年）8月20日(横須賀)と8月29日(呉)の調査では以下の兵装とされている。
- 14cm単装砲5門(5番、7番砲を撤去)
- 12.7cm連装高角砲1基2門(7番砲跡に装備)
- 25mm3連装機銃5基、同連装4基、同単装16挺
- 13mm単装機銃8挺
- 21号電探1基。(#JapaneseCruisersによると22号電探1基も装備[41])
- 哨信儀2基
- 魚雷兵装変更無し
- 爆雷投下軌道2条
- 射出機撤去済み、支柱はそのまま機銃台に転用

## 搭載機
1921年（大正10年）8月、当時所属の第4戦隊が中国北部を巡航の際に、臨時にソッピーズ・シュナイダー水上戦闘機1機を搭載した。
1933年（昭和8年）7月8日から9月7日まで九〇式一号水上偵察機を1機搭載したと言われる。
1934年（昭和9年）11月15日から1年間、第1潜水戦隊旗艦時は九四式一号水上偵察機を搭載した。
1935年（昭和10年）頃の写真では九〇式二号二型水上偵察機を1機搭載している。機体は国民の献金による報国第65号機で、尾翼や機体側面には「タマ-1」の記入がある。
1937年（昭和12年）から1938年（昭和13年）頃の中国警備時には九五式水上偵察機を搭載した。
1941年（昭和16年）に第5艦隊旗艦となってからは九四式二号水上偵察機を搭載、1944年（昭和19年）3月に搭載機は降ろされた。

## 艦歴

### 建造
大正6年（1917年）度成立の(八四艦隊完成案)の1隻。同年8月20日附で多摩と命名される。
1918年（大正7年）8月10日、三菱造船長崎造船所（現・三菱重工業長崎造船所）で起工された。
1920年（大正9年）2月10日午前11時30分進水、
1921年（大正10年）1月29日竣工。
呉鎮守府籍。
同日第二艦隊第四戦隊に編入された。

### 竣工後
就役後すぐに、シベリア出兵のためのシベリアへの日本軍の上陸を掩護する任務に就いた。
1921年（大正10年）12月1日、第三戦隊(第一艦隊)が球磨・多摩・大井・木曽で編成された。
1924年（大正13年）12月1日、第三戦隊から外れ 第3予備艦となる(定員1/2)。

### 1925年
1925年（大正14年）、軽井沢 で客死したエドガー・バンクロフト駐日大使の遺体をアメリカサンフランシスコ まで礼送した。
カリフォルニア州合衆国参加75年祭に参加が内定し、
7月10日第1予備艦となって 呉で準備をしていた多摩は、
7月28日大使の死去により、8月1日遺骸護送の訓令を受け、同日警備艦となる。
8月6日横浜で遺骸を乗せ午後3時に出港、15日午前8時(現地時間)にホノルル港外に着、午前9時15分第8埠頭に係留した。この時の埠頭に係留する多摩の写真が残されている。
翌16日午前8時出港、
22日サンフランシスコに到着、
翌23日遺骸をアメリカ側に引き渡し、礼送の任務は終了した。
26日出港し翌27日にサンペドロに入港、
重油を搭載し、
9月1日出港、翌2日サンフランシスコに戻り、
5日から12日まで行われる カリフォルニア州合衆国参加75年祭に参列した。
14日サンフランシスコを出港、22日ホノルル着、
27日ホノルル発、
10月10日横須賀港に到着し、全ての任務が終了した。

### 太平洋戦争開戦まで
1927年（昭和2年）10月27日横須賀鎮守府に転籍、同日舞鶴要港部に編入、機関学校練習艦になる。1929年11月30日、予備艦となる。1930年12月1日、舞鶴要港部に編入。
1932年（昭和7年）の満州事変の際、多摩は台湾の母港から中国北部沿岸の哨戒任務に就いた。中国での戦線の拡大により、多摩は日本軍の中国中部への上陸の掩護任務にも関わった。
1934年（昭和9年）11月15日第一潜水戦隊(第一艦隊)に編入、1年間その旗艦となった。
1935年（昭和10年）1月10日、在日ドイツ大使館付海軍駐在武官パウル・ヴェネッカーが、末次信正大将の招きで横須賀鎮守府の多摩・戦艦金剛・伊号第二潜水艦を訪問した。伝えられる所では、ヴェネッカーは日本の艦砲には関心を示さず、潜水艦をもっと多用するように主張したという。
多摩は2月3日横須賀を出港、
佐伯湾、
宿毛、
別府、
有明湾(志布志湾)、
佐世保港、
馬鞍群島、
寺島水道、
博多湾、
湯谷湾、
萩港、
宮島、
呉港、
長浜港、
小松島、
父島 の西日本から台湾、父島までの各地を巡り訓練を実施し
5月28日横須賀に帰港した。
6月3日から9日まで横浜船渠第1船渠に入渠。
22日横須賀を出港し、
志布志湾、
佐伯、
7月16日別府湾着。
昭和10年度海軍大演習は第1期演習を7月20日に開始、
多摩は青軍連合艦隊・第一艦隊・第一潜水戦隊所属で大演習に参加する。
同日別府湾から佐伯湾に移動し、夜10時過ぎに出港、父島を目指した。
23日父島着、
25日父島発、
27日伊勢湾(二見沖)着。
8月1日二見沖発、
館山湾、
金田湾 を経由し
8月10日横須賀に帰港した。
17日横須賀から木更津沖に移動し、
金田湾、
石巻 に寄港し、
9月2日厚岸に入港。
この時の入港する写真が残されている。
以降大泊、
小樽、
函館 を巡り、
9月20日大湊着。
第2期演習は21日開始
10月1日大湊発、
4日東京湾に到着した。
8日木更津沖に移動、
11日横須賀に帰港した。
11月15日、第一潜水戦隊を外れ、舞鶴要港部に編入、機関学校練習艦になる。
同日司令部が退艦し、舞鶴へ向け横須賀を出港、
18日舞鶴に到着した。
1937年（昭和12年）に日華事変が勃発し、7月28日に第九戦隊（「妙高」、「多摩」）が新編され第三艦隊に編入された。
同日呉を出港して
中国方面へ進出、翌年12月まで中国沿岸で作戦を行った。
10月20日第九戦隊は第四艦隊所属になり、馬公を基地として中国南部方面で行動、12月1日付で第三艦隊に戻った。
1938年（昭和13年）2月1日、第九戦隊は第五艦隊所属になり、多摩は4月3日横須賀を出港、高雄を基地に再び中国南部方面で活動した。
12月15日予備艦となる。

### 第十八戦隊
前年11月15日、日本海軍は中部太平洋方面を担任する第四艦隊を新編した（司令長官片桐英吉中将）。大本営直轄の独立艦隊とはいっても、第四艦隊の新編時戦力は第十七戦隊（千歳、神威）と第30駆逐隊（睦月、望月）という弱小艦隊であった。日本海軍は第四艦隊の増強を企図し、その中で機雷戦に対応した艦艇を編入する。
1940年（昭和15年）5月1日、多摩と機雷敷設艦常磐により第十八戦隊が新編された。
同日附で第五潜水戦隊（軽巡洋艦由良、第9潜水隊、第13潜水隊、第21潜水隊）も新編され、第十八戦隊・水上機母艦能登呂は第四艦隊に編入された。
当時、第二次世界大戦の生起により日本海軍は蘭印地帯へ示威行動をおこなう事を企図しており、第四艦隊はこの任務に従事した。多摩（第十八戦隊旗艦） は5月15日横須賀を出港し、第四艦隊各艦（千歳、神威、由良、常磐、駆逐隊、潜水隊）も内地を出撃した。第四艦隊は同年9月まで「遠洋航海」の名目でパラオ方面を行動した。同時に、各種訓練に従事した。
同時期、世界情勢の急転にともない海軍の艦隊編制も大幅に変更される。11月15日、第四艦隊は連合艦隊に編入され、同時に第十八戦隊は香取型練習巡洋艦鹿島 と天龍型軽巡洋艦2隻（天龍、龍田）をもって再編された。多摩は横須賀鎮守府所属となった。
なお、1940年10月11日に横浜港沖で行われた紀元二千六百年特別観艦式に第四艦隊の僚艦（由良、能登呂、伊一二二を除く）とともに参加した。

### 1941年
1941年（昭和16年）7月25日、日本海軍は対ソビエト戦に備えて第五艦隊を新編した（司令長官細萱戊子郎中将）。新編時の第五艦隊は、球磨型2隻（多摩、木曾）から成る第21戦隊と、水雷艇2隻であった。
多摩は第五艦隊の旗艦となった。
多摩は7月31日横須賀発、佐伯を経由し8月4日舞鶴着。
8月18日舞鶴発、北海道・樺太方面を行動し9月2日舞鶴着。
その後対ソ戦の恐れはなくなり、10月2日舞鶴発、4日室積沖で連合艦隊集合に参加、第五艦隊はそのまま対アメリカ戦の作戦準備に入った。
14日室積発、佐伯を経由し18日横須賀に帰港。
24日館山湾に回航し訓練を実施し11月10日帰港。
25日まで横須賀海軍工廠で耐寒工事等を実施し、
11月26日横須賀発、28日から30日まで大湊に停泊し大湊警備府と打ち合わせし、12月1日厚岸着。
同日同地において、多摩と木曾には白の迷彩塗装が行われた。
12月4日厚岸発、
6日松輪島着、7日発、
12月8日の真珠湾攻撃の時には千島列島で哨戒をしていた。北方部隊（指揮官は第五艦隊司令長官）の担任海面は小笠原諸島線以東であった。連合艦隊命令作第一号の作戦要領に「主要任務ニ応ズル如ク作戦ス」とあり、北方部隊指揮官は自主的に第一航空艦隊（司令長官南雲忠一中将、旗艦赤城）の掩護を行なおうとした。
8日幌筵島着。同日20時30分、第五艦隊司令長官直率の第21戦隊（多摩、木曾）は幌筵を出撃、13日には北緯37度・東経170度付近まで進出したが、悪天候のため南雲機動部隊を発見できなかった。
15日、南雲機動部隊の針路を知って南下を開始したが合流の見通しが立たず、同日20時15分には会合を断念し、厚岸湾（北海道東部）に帰投を開始する。
ところが16日以降の悪天候により2隻（多摩、木曾）とも船体中央部に損傷を受ける。12月19日15時20分、2隻（多摩、木曾）は厚岸着。修理のため20日厚岸発、大湊経由で26日横須賀に入港、27日から翌1月16日まで横須賀海軍工廠の第5船渠に入渠し、損傷部の修理と船体補強を行った。

### 1942年以降
第五艦隊の1942年（昭和17年）1月以後の作戦は、アメリカ機動部隊捕捉のために日本の東方海上の哨戒が主任務になった。
第21戦隊は21日横須賀を出港し、
本州東方海上を哨戒、26日厚岸に入港した。
2月1日厚岸発、哨戒を行い、8日厚岸着。
11日釧路に移動、翌12日釧路発、千島・カムチャッカ方面の哨戒を行い 15日幌筵島着。
翌16日幌筵島発、哨戒を行い20日厚岸着。
20日ラバウル方面にアメリカ機動部隊が来襲したため木曽は21日厚岸を出港し哨戒任務に就いたが、多摩は機関故障のため厚岸に留まった。
3月4日アメリカ機動部隊が南鳥島を攻撃、同日第21戦隊は厚岸を出港し哨戒に向かうが、無線情報などからアメリカ機動部隊は退避したと判断され、6日哨戒区域を撤収し8日横須賀に帰着した。
10日夜に敵機動部隊出撃らしき無線情報が入り、
横須賀で入渠中の木曽と(機関修理中の)多摩は12日午後3時出港、14日哨戒区域に着き哨戒を行う。
17日になり機動部隊の本土来襲は無いと判断され、第21戦隊は哨戒区域を撤収、19日横須賀に帰投した。
24日木更津沖に移動、26日同地を出撃、哨戒活動を行い4月5日厚岸に到着した。
3月10日附で北方部隊に編入された那智が4月11日に厚岸に到着、第五艦隊司令長官は同日旗艦を那智に変更した。
4月18日、第16任務部隊が東京・横浜・大阪・名古屋・神戸を空襲した（ドーリットル空襲）。
厚岸に在泊していた多摩は 翌19日同地発、敵機動部隊は東方に待避と判断され、那智と第21戦隊は23日まで哨戒部隊を支援、多摩は25日大湊に帰着した。
29日大湊発、翌30日厚岸着。
5月4日厚岸発、哨戒を行い10日厚岸着、同日同地発、18日大湊着。
26日大湊から川内湾(陸奥湾)に移動した。
6月、AL作戦（アリューシャン攻略）に参加。第二十一戦隊は駆逐艦3隻などとともにAOB攻略部隊（AOBはキスカ）となった。AOB攻略部隊は5月28日に陸奥海湾を出港して幌筵へ移動し、6月2日に同地より出撃。
キスカ島は7日夜陸戦隊が上陸を開始し、多摩は8日午前2時25分キスカに到着、
早朝には陸戦隊が要地を占領した。
多摩は12日にAOB攻略部隊から離れ主隊(全作戦支援)に編入、
13日キスカを出港し、敵艦隊の邀撃のために洋上で警戒待機、24日川内湾に帰投した(第21戦隊の那智は23日帰投、木曽は多摩と同じ24日に帰投)。
アメリカ軍の大型機によるキスカ島爆撃は6月12日に開始され、
潜水艦による反撃も開始、両島占領以降の北方部隊は防衛力強化と、そのための輸送が主な作戦になった。

6月28日多摩は川内湾を出港、敵艦隊の来襲に備え第2次邀撃作戦に参加した。
この時の行動ははっきりしないが、主隊(多摩を含む)は29日8時に北緯41度20分・東経143度、30日0時に北緯46度・東経162度との資料が残る。
7月13日までに配備を撤収し、多摩は16日横須賀に帰港した。
横須賀海軍工廠で修理を実施し、
8月2日出港。
6日大湊に到着した。
8月7日アメリカ軍がツラギ島とガダルカナル島に上陸し反撃を開始、
北方でも8日キスカ島がアメリカ軍水上部隊の砲撃を受けた。
多摩を含む第21戦隊は8日大湊発、11日幌筵島に進出し、
12日同地を出撃した。
同日更に本州東方海上で不時着した敵水上偵察機発見の報告があり(戦後の調査ではアメリカ側に活動の記録が無く誤報とされる)、
多摩らは南下して索敵したが、敵を認めず、
16日大湊に帰着した。
18日から24日は陸奥湾で訓練を実施した。
28日水上偵察機がアトカ島ナザン湾にアメリカ軍軽巡洋艦等の発見を報告、
多摩を含む主隊は29日大湊を出港して、
9月2日幌筵島に進出した。
翌3日、呂62から敵巡洋艦発見の報告があり、
同日 多摩を含む主隊は幌筵島を出撃してアッツ島南西海面に進出したが、敵を認めず、13日撤収、
18日大湊に帰着した

10月20日アッツ島の再占領が発令され、
挺身輸送部隊とされた多摩・木曽は 10月21日大湊発、25日幌筵島に進出した。
27日第一水雷戦隊(阿武隈等)と同地発、29日アッツ島に到着し、
千島要塞歩兵隊米川部隊主力を輸送した。
30日アッツ島発、幌筵島経由で11月4日大湊に帰着した。
14日大湊発、15日小樽着、17日小樽発、21日幌筵島着。
24日セミチ島攻略部隊を乗せたもんとりーる丸、八幡丸を護衛して初霜と共に幌筵島発、作戦延期のため12月2日幌筵島に帰着した。
12月は主に同地に停泊していた。
1943年（昭和18年）1月6日幌筵島発、9日横須賀に帰港し、2月6日まで横須賀で整備などを行った(うち1月13日から18日は横浜船渠で入渠)。
2月1日那智が横須賀に入港し、第五艦隊旗艦を多摩に変更した(那智は佐世保で修理のため)。
多摩は6日横須賀発、9日大湊着。
22日旗艦を摩耶に渡し、多摩は木曽と共に主隊援護部隊(輸送援護と敵艦隊撃滅が任務)とされ、
23日大湊発、27日幌筵島に進出した。
3月7日多摩を含む主隊援護部隊は幌筵海峡を出撃、第21船団(イ船団)と護衛部隊(第1水雷戦隊)と共にアッツ島を目指し、船団は10日アッツ島で食糧弾薬、人員等を揚陸し、13日に出撃全部隊は幌筵海峡に帰着した(第1次輸送)。
3月23日、第五艦隊の重巡洋艦那智・摩耶、軽巡洋艦多摩・阿武隈、駆逐艦雷・電・薄雲・初霜・若葉は、アッツ島への増援部隊とアッツ島守備隊への補給物資を載せた輸送船3隻を護衛して幌筵島を出発した。3月26日、日本艦隊は、遊弋していた軽巡洋艦リッチモンド・重巡洋艦ソルトレイクシティ・駆逐艦4隻からなる米海軍第16.6任務群と遭遇し、アッツ島沖海戦が始まった。4時間の砲雷撃戦の末、ソルトレイクシティと駆逐艦1隻が被弾した。他の駆逐艦は無傷であった。多摩は砲弾136発と魚雷4発を放ち、2発被弾して、カタパルトを損傷し乗員1人が負傷した。旗艦那智が小破し、細萱中将は撤退を決定、アッツ島への輸送も中止され、3月28日に幌筵島に帰投した。海戦の指揮の不手際により細萱中将は第五艦隊司令長官を更迭され、後任に河瀬四郎中将が就任した。
多摩は4月26日まで幌筵島で待機、29日幌筵発、
5月4日に舞鶴に入港し、舞鶴海軍工廠で修理を行った。
そのため、多摩はアッツ島の戦いには参加していない。
20日舞鶴発、23日に片岡湾(幌筵島)へ戻り、
6月18日まで幌筵島に所在する。
同日出港、21日大湊に帰着、
7月1日大湊発、5日幌筵に進出した。
7月7日のキスカ島撤退作戦では、撤退に参加するのに多摩の機関では心許ないとして、幌筵島で待機させられた。この日はキスカ島到着前に霧が晴れたため、突入を断念した。7月25日の再出撃の際は、「督戦のため」と称して河瀬四郎司令長官を始めとする第五艦隊司令部が多摩に座乗し、実行部隊に同行した。
多摩は7月31日幌筵島に帰投した。
8月5日附で第12航空戦隊と第5艦隊で北東方面艦隊が編成され、多摩を含む第5艦隊もその所属となった。
多摩は8月25日まで幌筵島にあり、30日大湊に帰着した。

### 南方での活動
1943年（昭和18年）9月1日から12日まで、多摩は横須賀で修理・整備を実施した。
当時、大本営は中部太平洋諸島（ポナペ島、トラック諸島）に日本陸軍兵力を増強することを検討しており、すでに陸軍第52師団および甲支隊の派遣準備をすすめていた。9月5日、古賀峯一連合艦隊司令長官はGF電令作第698号をもって空母隼鷹艦長長井満大佐を指揮官とする丁一号輸送部隊を編成し、甲支隊の輸送を下令した。丁一号輸送部隊（隼鷹、木曾、多摩、大波、谷風、粟田丸）のうち、軽巡2隻（多摩、木曾）は第一回次輸送を担任する。
9月15日、多摩は部隊と物資の輸送のため宇品を出港、木曾も呉を出港し、合流して甲支隊の輸送に従事した。9月22日、カロリン諸島ポナペ島に到着した。トラック諸島に戻り、待機する。内地より空母隼鷹と駆逐艦谷風がトラック泊地に進出してきたので（24日着）輸送部隊を受け入れ、3隻（木曾、多摩、谷風）は26日にトラック泊地を出発する。27日にポナペ島で陸軍部隊を揚陸し、28日にトラック泊地に戻った。丁一号輸送部隊は27日のGF電令作第724号で編成を解かれた。
内地に帰投した各艦は、第17師団のトラック諸島とニューブリテン島ラバウルへの増援の輸送のために上海へ向かった。10月5日、連合艦隊は第十四戦隊司令官伊藤賢三少将を指揮官とする丁四号輸送部隊（那珂、五十鈴、木曾、多摩、粟田丸、日枝丸、野分、舞風、護国丸、清澄丸、山雲）を編成した。軽巡2隻（多摩、木曾）は、多摩艦長の指揮下で第一輸送を担当する。佐世保を出発した2隻（多摩、木曾）は10月11日に上海へ到着した。同地で陸兵976名と物件を搭載して翌日出発、18日にトラック泊地に到着した。ここで駆逐艦卯月が部隊にくわわり、3隻（多摩、木曾、卯月）は19日にトラック泊地を出発した。21日、ラバウル到着直前に木曾が空襲を受けて損傷し、多摩は先行してラバウルに進出した。木曾は駆逐艦2隻（卯月、五月雨〈ラバウルより救援〉）に護衛され、同日正午ラバウルに到着した。ラバウルで増員部隊を降ろした後、ガダルカナル島から発進したオーストラリア空軍ボーフォート爆撃機の攻撃を受けた。至近弾により外板に被害を受け、ラバウルで応急修理を受けた。10月23日、軽巡2隻（多摩、木曾）は丁四号輸送部隊からのぞかれた。同日、多摩はトラック泊地に戻った（木曾は30日トラック泊地帰投）。
10月27日多摩は横須賀へ帰港し、修理と改装を受けた。5番・7番砲、カタパルトとデリックを撤去し、12.7cm連装高角砲1基を装備、三連装4基・単装6基の96式25mm高角機銃を増備し、25mm機銃は全部で22挺（3連装4基、連装2基、単装6挺）となった。また、21号電探を装備した。修理と改装は12月9日に終わった。
12月24日に横須賀を出港し、26日大湊着、29日同地発、
翌1944年（昭和19年）1月1日幌筵に進出した。
1月15日に阿武隈と共に幌筵発、16日司令部が松輪島視察、18日室蘭着(司令部は29日まで千歳航空隊で図上演習に参加)、28日大湊に移動した。
北方部隊は陸奥湾に終結し、以降訓練を実施した(6月中旬まで)。
この間の5月8日から12日は室蘭を基地にして基地航空隊の雷撃訓練目標艦として行動した。
6月14日大湊に寄港、19日大湊発、21日横須賀に帰港した。
横須賀ではマリアナ沖海戦の戦訓による機銃の増備を30日まで実施した。
以後8月12日までに2度、小笠原諸島への陸軍の増援部隊の輸送を行った。
6月25日に多摩・木曽・第11水雷戦隊などで伊号輸送部隊(連合艦隊直率)が編成され父島、硫黄島への緊急輸送を実施、
多摩・木曽・長良などで第2輸送隊が編成され、
30日出港、
7月1日父島着、2日出港、3日横須賀に帰港し編成を解かれた。
以後は木曽と共に捷号作戦の発令を待ち、横須賀で待機を続ける
8月10日に2度目の小笠原へに緊急輸送を行うことになり、横浜で部隊を乗せ、12日父島、14日母島に寄港、15日呉に帰投した。
21日から27日まで呉海軍工廠で入渠した。
8月30日、多摩は第5艦隊第21戦隊から除かれ連合艦隊第11水雷戦隊に編入、同日桑から旗艦を引き継いだ。
9月、10月は瀬戸内海にあった。
10月17日レイテ沖海戦の出撃が決定、第11水雷戦隊旗艦は18日檜に移され、同日呉から集結地の八島沖に回航された。

### レイテ沖海戦での喪失と慰霊

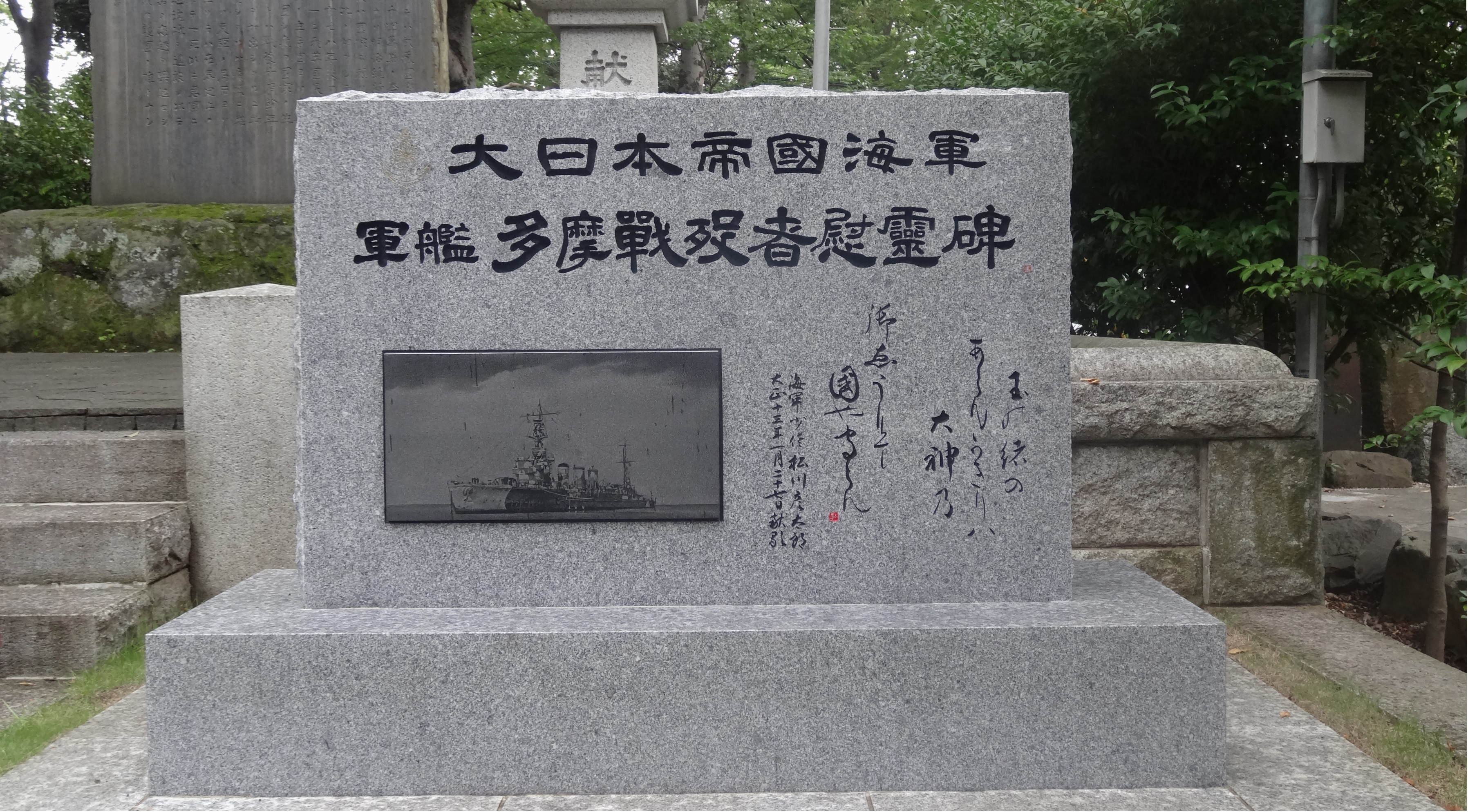
大國魂神社境内の「軍艦多摩戦歿者慰霊碑」

1944年10月20日からのレイテ沖海戦で、多摩は小沢治三郎中将率いる囮艦隊に加えられた。10月25日のエンガノ岬沖海戦で、小沢囮艦隊は空母エンタープライズ・エセックス・イントレピッド・フランクリン・レキシントン・インディペンデンス・ベロー・ウッド・ラングレー・カボット・サン・ジャシントからなる第38任務部隊の攻撃を受けた。多摩はベロー・ウッドのVT-21、サン・ジャシントのVT-51の雷撃機TBF アヴェンジャーによる攻撃をうけ、Mk13魚雷が第2機関室を直撃して大破した。多摩は応急修理を受け、軽巡洋艦五十鈴に護衛されて戦線を離脱した。しかし、五十鈴は被弾した空母千代田の掩護を要請されたため、多摩は駆逐艦霜月の護衛を受けた。その霜月も空母瑞鳳の掩護に回る事になったため、多摩は単独で14ノットで沖縄へ向けて航行した。
ルソン島の北西で、多摩はアメリカ海軍の潜水艦「ジャラオ」のレーダーに捉えられた。「ジャラオ」はこれが初の哨戒であった。距離1000ヤード(910m)で艦首から発射した3発の魚雷は全て外れたが、距離800ヤード(730m)で艦尾から放った4発の魚雷のうち3発が多摩に当たり、2発が爆発した。それから数分後、多摩は北緯21度23分 東経127度19分 / 北緯21.383度 東経127.317度の地点で2つに折れて沈没した。多摩の艦長以下総員が未帰還となった。
多摩は1944年12月20日に除籍された。
多摩の沈没から70年を経た2014年10月25日、多摩の艦内神社であった大国魂神社（東京都府中市）にて、多摩に乗り組んでいた戦没者慰霊式が初めて執り行われ、2017年時点でも毎年続いている。同神社は境内に慰霊碑を建立しているほか、乗組員とその遺族探しを行っており、2017年時点で乗組員49名が判明している。

## 歴代艦長
※『艦長たちの軍艦史』135-138頁、『日本海軍史』第9巻・第10巻の「将官履歴」及び『官報』に基づく。階級は就任時のもの。

### 艤装員長
1. 河合退蔵 大佐：1920年6月1日 -

### 艦長
1. 河合退蔵 大佐：1921年1月29日 - 1921年12月1日
2. 百武源吾 大佐：1921年12月1日 - 1923年3月5日
3. 田中勇 大佐：1923年3月5日 - 1923年10月20日
4. 池田他人 大佐：1923年10月20日 - 1923年12月1日
5. 竹内正 大佐：1923年12月1日 - 1924年1月10日
6. 及川古志郎 大佐：1924年1月10日 - 1924年12月1日
7. 青木国太郎 大佐：1924年12月1日 - 1925年7月10日
8. 出光万兵衛 大佐：1925年7月10日 - 1925年10月20日
9. （兼）山本土岐彦 大佐：1925年10月20日 - 1925年12月1日
10. 松井利三郎 大佐：1925年12月1日 - 1926年5月20日
11. 池中健一 大佐：1926年5月20日 - 1927年12月1日
12. 清宮善高 大佐：1927年12月1日 - 1928年8月20日
13. 嶋田繁太郎 大佐：1928年8月20日 - 1928年12月10日
14. 石井二郎 大佐：1928年12月10日 - 1929年11月30日
15. 大野功 大佐：1929年11月30日 - 1930年11月10日[241]
16. 高橋頴雄 中佐：1930年11月10日[241] - 1931年5月1日[242]
17. 清水光美 大佐：1931年5月1日 - 1931年11月14日
18. 戸塚道太郎 中佐：1931年11月14日 - 1932年7月11日
19. 山口実 大佐：1932年7月11日 - 1932年11月15日
20. 副島大助 大佐：1932年11月15日 - 1933年11月15日
21. 越智孝平 大佐：1933年11月15日 - 1934年11月1日
22. 高塚省吾 大佐：1934年11月1日 - 1935年11月15日
23. 下村勝美 大佐：1935年11月15日 - 1936年3月16日
24. 阿部勝雄 大佐：1936年3月16日 - 1936年11月16日
25. 代谷清志 大佐：1936年11月16日 - 1937年11月1日
26. 金子繁治 大佐：1937年11月1日 - 1938年12月15日
27. 堀内馨 大佐：1938年12月15日 - 1939年11月15日[243]
28. 森友一 大佐：1939年11月15日 - 1940年11月1日
29. 新美和貴 大佐：1940年11月1日 - 1941年9月20日
30. 川畑正治 大佐：1941年9月20日 - 1942年8月1日
31. 鹿目善輔 大佐：1942年8月1日 - 1943年6月22日
32. 神重徳 大佐：1943年6月22日 - 1943年12月15日
33. 山本岩多 大佐：1943年12月15日 - 1944年10月25日戦死

## 公試成績
| 実施日 | 種類 | 排水量      | 回転数 | 出力            | 速力         | 場所 | 備考 | 出典   |
| ------ | ---- | ----------- | ------ | --------------- | ------------ | ---- | ---- | ------ |
|        |      | 5,603英トン |        | 91,377馬力(SHP) | 35.514ノット |      |      | [ 18 ] |

## 同型艦
- 球磨 - 北上 - 大井 - 木曾